# La Tosa (Algerri)
La Tosa és una muntanya de 558 metres que es troba al municipi d'Algerri, a la comarca catalana de la Noguera.